# Reckful
Reckful (bürgerlich Byron Daniel Bernstein; 8. Mai 1989 in Los Angeles – 2. Juli 2020 in Austin, Texas) war ein US-amerikanischer Twitch-Streamer und E-Sportler. Er war in der Gaming-Community bekannt für seine Errungenschaften in den Spielen World of Warcraft und Asheron’s Call.

## Leben
Byron Daniel Bernstein wurde in eine jüdische Familie geboren. Er hatte zwei ältere Brüder Guy und Gary. Guy, der älteste der drei, nahm sich das Leben, als Byron sechs Jahre alt war. Laut Bernstein war dies ein einschneidendes Erlebnis für sein Leben und seinen Umgang mit Depressionen.
Bernstein nahm sich am 2. Juli 2020 selbst das Leben.

## Karriere
Reckful war ein talentierter World-of-Warcraft-Spieler, der für seine herausragenden und innovativen Fähigkeiten und seinem Spielstil bekannt wurde. Seine Karriere startete, als er in eine Saison des Spiels World of Warcraft unter den 0,1 % besten Spielern abschloss, ohne einige von Experten zu der Zeit als essenziell deklarierten Mechaniken zu nutzen. Er schloss danach mehrfach unter den 0,1 % ab und war der erste Spieler mit einer Bewertung über 3000. Er hat an vier Wettbewerben des Spiels teilgenommen, wobei er in 2010 im World-of-Warcraft-Turnier von Major League Gaming den ersten Platz belegte.
2011 veröffentlichte Bernstein seinen Gaming-Film Reckful 3. Dieser erreichte innerhalb der ersten Woche nach Veröffentlichung eine Million und bis Januar 2021 über sechs Millionen Aufrufe. Er gewann später den Wettbewerb „Top Skilled“ von WarcraftMovie.
2012 wurde Bernstein zu einem Entwickler, operativen Manager und Konzeptdesigner bei Feenix, einem Hersteller von Gaming-Mäusen, berufen.
Im Oktober 2012 erstellte er seinen YouTube-Kanal und veröffentlichte im November sein erstes Video, Reckful 5 stacks Taste for Blood.
2017 wurde Bernstein vierter in einer Auflistung der zehn reichsten Streamer von The Gazette Review. In dieser Auflistung wurde sein Vermögen auf 1,5 Millionen Dollar geschätzt.
Im Mai 2018 begann Bernstein seinen Podcast Tea Time with Byron mit Interviews mit bekannten Persönlichkeiten der Gaming- und Streamingindustrie zu veröffentlichen. Es wurden insgesamt sechs Folgen veröffentlicht, die letzte am 31. März 2020.
Vor seinem Tod war Bernstein im Begriff, sein eigenes MMO-Spiel Everland zu entwickeln.
Im August 2020 zollte Blizzard und World of Warcraft einen Tribut an Bernstein, indem sie einen Klassenlehrer in World of Warcraft nach seinem Online-Alias Reckful benannten. Die Figur steht in der Kathedrale des Lichts, einem Wahrzeichen innerhalb des Spiels, in dem die Community sich versammelte, um Bernstein zu gedenken.

## E-Sport-Errungenschaften

### World of Warcraft
- 3. Platz MLG Dallas 2009[20]
- 2. Platz MLG Orlando 2009[21]
- 2. Platz MLG Columbus 2010[22]
- 1. Platz MLG Washington DC 2010[23]

### Hearthstone
- 3.–4. Platz 2013 Innkeeper’s Invitational[24]